# Munster (Indiana)
Munster é uma cidade  localizada no estado americano de Indiana, no Condado de Lake.

## Demografia
Segundo o censo americano de 2000, a sua população era de 21.511 habitantes.
Em 2006, foi estimada uma população de 22.346, um aumento de 835 (3.9%).

## Geografia
De acordo com o United States Census Bureau tem uma área de
19,6 km², dos quais 19,5 km² cobertos por terra e 0,1 km² cobertos por água.

## Localidades na vizinhança
O diagrama seguinte representa as localidades num raio de 8 km ao redor de Munster.